# Festival international du film de Melbourne
Le Festival international du film de Melbourne (Melbourne International Film Festival ou MIFF) est un festival de cinéma compétitif se déroulant à Melbourne (Australie) en août depuis 1952.

## Historique

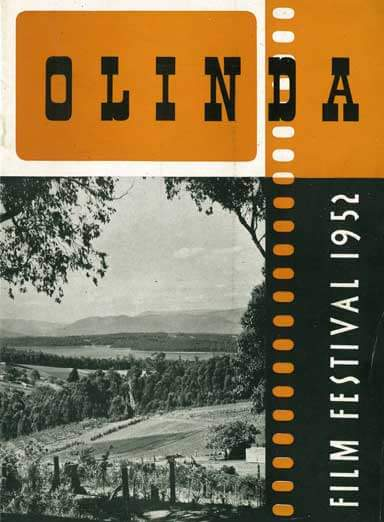
Affiche de la première édition du festival de Melbourne, qui se déroulait à Olinda dans la banlieue de Melbourne en 1952.

La première édition du festival s'est déroulée en 1952 à Olinda dans la banlieue de Melbourne. Des films de nombreux pays ont été présentés, en particulier de Russie, de Chine et du Canada. Plus de 800 entrées ont été vendues, et pour accueillir plus de public le festival a du déménager à Melbourne dès 1953.

## Prix décernés
- People's Choice Awards :
  - People's Choice Award du meilleur film
  - People's Choice Award du meilleur film documentaire
  - The Age Critics' Award
- TeleScope Award
- MIFF Shorts Awards :
  - City of Melbourne Grand Prix for Best Short Film
  - Film Victoria Erwin Rado Award for Best Australian Short Film
  - Swinburne Award for Emerging Australian Filmmake
  - Cinema Nova Award for Best Fiction Short Film
  - Holmesglen Award for Best Animation Short Film
  - BBC Knowledge Award for Best Documentary Short Film
  - The Astor Theatre Award for Best Experimental Short Film[3]

## Éditions

### 2013
Le Festival international du film de Melbourne 2013, 62e édition du festival (62nd Melbourne International Film Festival ou MIFF), s'est déroulé du 25 juillet au 11 août 2013.
- People's Choice Awards[4] :
  - Meilleur film : The Rocket de Kim Mordaunt  Australie
    - 2e place : Le Passé (گذشته) d'Asghar Farhadi  France
    - 3e place : Alabama Monroe (The Broken Circle Breakdown) de Felix van Groeningen  Belgique

  - Meilleur film documentaire : The Crash Reel de Lucy Walker  États-Unis
    - 2e place : Valentine Road de Marta Cunningham  États-Unis
    - 3e place : Gore Vidal: The United States of Amnesia de Nicholas D. Wrathall  États-Unis  Italie

- TeleScope Award : Northwest de Michael Noer  Danemark[5]

- MIFF Shorts Awards[6] :
  - City of Melbourne Grand Prix for Best Short Film : Pandas (Pandy) de Matúš Vizár  République tchèque  Slovaquie
  - Film Victoria Erwin Rado Award for Best Australian Short Film : Tau Seru de Rodd Rathjen  Australie
  - Swinburne Award for Emerging Australian Filmmake : James Vaughan pour You Like It, I Love It  Australie
  - Cinema Nova Award for Best Fiction Short Film : Avant que de tout perdre de Xavier Legrand  France
  - Holmesglen Award for Best Animation Short Film : Irish Folk Furniture de Tony Donoghue  Irlande
  - BBC Knowledge Award for Best Documentary Short Film : Recollections de Nathanael Carton  Japon
  - The Astor Theatre Award for Best Experimental Short Film : Crystal World de Pia Borg  Australie  Royaume-Uni

### 2014
Le Festival international du film de Melbourne 2014, 63e édition du festival (63rd Melbourne International Film Festival ou MIFF), s'est déroulé du 31 juillet au 17 août 2014.
- People's Choice Awards[7] :
  - Meilleur film : Boyhood de Richard Linklater  États-Unis
    - 2e place : Obvious Child de Gillian Robespierre  États-Unis
    - 3e place : Housebound de Gerard Johnstone  Nouvelle-Zélande

  - Meilleur film documentaire : Jalanan de Daniel Ziv  Indonésie
    - 2e place : Keep on Keepin' On de Alan Hicks  États-Unis
    - 3e place : Virunga de Orlando von Einsiedel  Royaume-Uni  République démocratique du Congo

- MIFF Shorts Awards[8] :
  - City of Melbourne Grand Prix for Best Short Film : The Queen (La Reina) de Manuel Abramovich  Argentine
  - Film Victoria Erwin Rado Award for Best Australian Short Film : Grey Bull de Eddy Bell  Australie
  - Swinburne Award for Emerging Australian Filmmake : Ben Briand pour Blood Pulls a Gun  Australie  France
  - Cinema Nova Award for Best Fiction Short Film : Océan de Emmanuel Laborie  France
  - SAE Award for Best Animation Short Film : Symphony No. 42 de Réka Bucsi  Hongrie
  - MIFF Award for Best Documentary Short Film : The Last Days of Peter Bergmann de Ciaran Cassidy  Irlande
  - MIFF Award for Best Experimental Short Film : The Dark, Krystle de Michael Robinson  États-Unis